# Файзуллино
Файзуллино (баш. Фәйзулла) — деревня Татлыбаевского сельсовета Баймакского района Республики Башкортостан России.

## Географическое положение
Располагалась в верховьях реки Шурале, в 9 км к востоку от районного центра города Баймака. 

#### Расстояние
до центра сельсовета (Татлыбаево) — 24 км, 
до ближайшей железнодорожной станции (Сибай) — 17 км.

## История
Населенный пункт основан в 1834 г. башкирами деревни Бахтигареево 4-го башкирского кантона Верхнеуральского уезда Оренбургской губернии. Деревня названа в честь хорунжего Файзуллы Ильясовича Актаева. Деревня имело второе название: Шурале, по названию водоёма.

## Население
| 2002 | 2009 | 2010 |
| ---- | ---- | ---- |
| 0    | →0   | →0   |

Несмотря на отсутствие населения, деревня сохраняет статус населённого пункта (2017).